# عماد ثابت
لواء أركان حرب / عماد ثابت قائد عسكري مصري، شغل سابقاً منصب مدير إدارة المخابرات الحربية والاستطلاع بالقوات المسلحة المصرية.